# Château de Dwasieden
Le château de Dwasieden est un château en ruines à Sassnitz, dans l'île de Rügen, en Allemagne, à proximité de la mer Baltique.

## Histoire
Le château est construit entre 1873 et 1877 pour le compte d'Adolph von Hansemann, propriétaire de la société Disconto à Berlin et l'un des hommes les plus riches de l'époque bismarckienne. L'architecte est Friedrich Hitzig. L'architecture est basée sur la Bäderarchitektur caractéristique des côtes de la mer Baltique en Poméranie occidentale. Adolph Kohut décrit la riche décoration intérieure en 1887.
La construction du château et l'aménagement du parc de 102 hectares coûtent quatre millions de marks. Le château est le seul bâtiment du nord de l'Allemagne dont les façades sont en grès de France, en granit de Suède et en marbre véritable.
Le château est un bâtiment carré de deux étages avec des colonnades sur les côtés qui se terminent par des pavillons ouverts ressemblant à des temples. Les deux tours d'observation disposées aux angles avec des bandes murales en forme de piliers dominent le bâtiment.
Le parc de Dwasieden est également une installation très bien entretenue et est décrit comme l'un des plus beaux parcs du nord de l'Allemagne lors de son achèvement.
Le château et le parc se situent sur une colline au-dessus de la mer Baltique, immédiatement au sud-ouest du port de la ville de Sassnitz. L'avenue du château menant au château de Dwasieden bifurque de la route de Sassnitz à Mukran.
En juin 1895, il accueille la famille impériale.
Gert von Oertzen, petit-fils et héritier de Hansemann, vend le château dans les années 1930 à la ville de Sassnitz. La Kriegsmarine le reprend en 1935 et l'intègre à son école d'artillerie navale. Pendant la Seconde Guerre mondiale, il accueille un détachement du Schiffstammregiment.
En 1948, à la suite de l'ordonnance SMAD n°209, le château, comme d'autres anciennes résidences aristocratiques, est détruit dans le cadre de la réforme agraire dans la zone d'occupation soviétique en Allemagne, alors que le château est utilisé à des fins militaires par la Nationale Volksarmee.

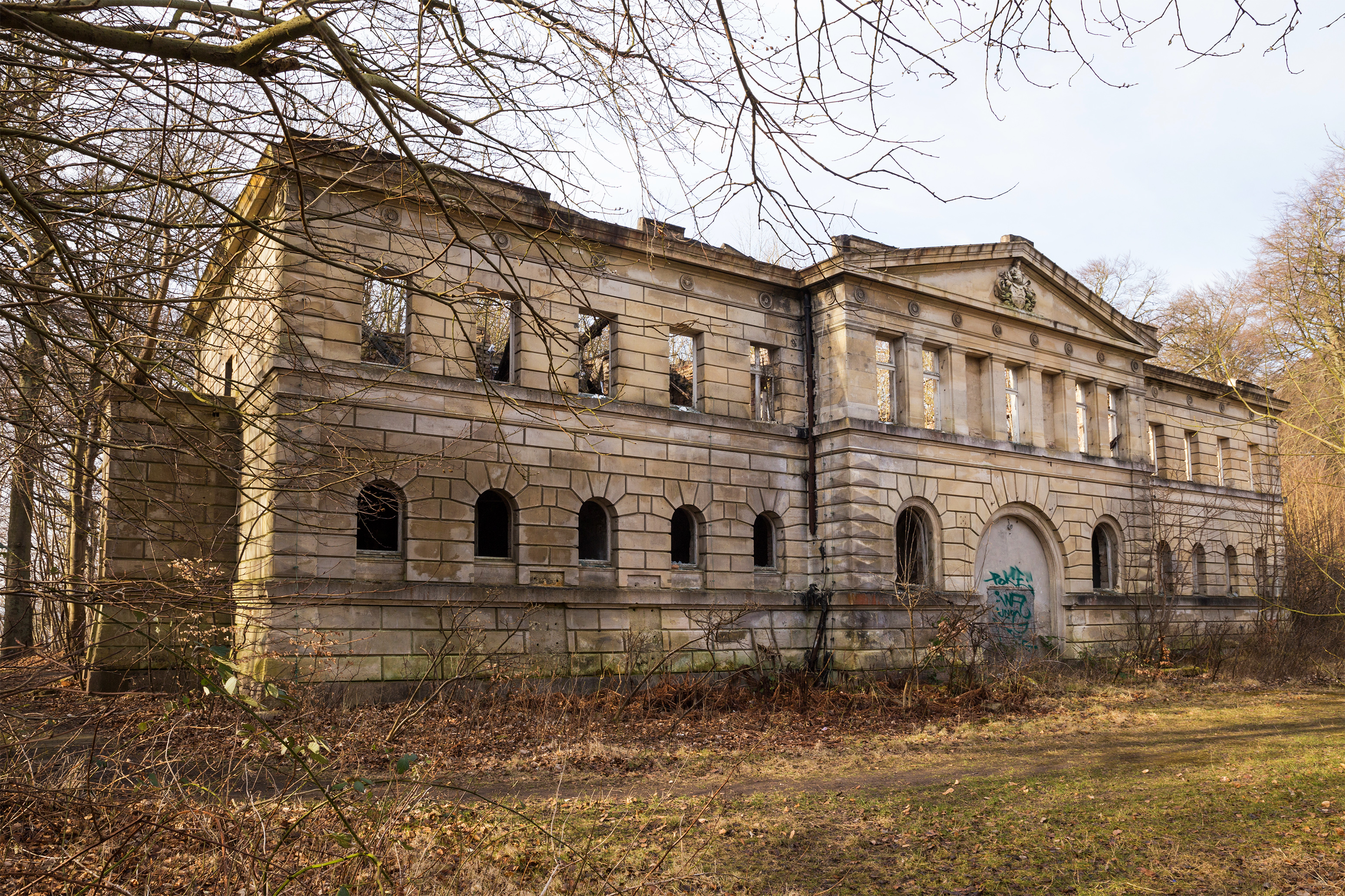
Les ruines des écuries en 2016.

Après la réunification allemande, il est prévu en 1993 de créer un espace thermal comprenant le château historique. La façade devait être reconstruite en fidélité à l'original et le bâtiment devait être intégré dans un spa et un hôtel modernes. Ces plans ne furent pas mis en œuvre.
Les écuries brûlent en 1997.
Des projets beaucoup plus profonds datant de 2007 prévoient la construction d'une "ville thermale" de 3 000 lits, comprenant les vestiges de Dwasieden. Une reconstruction fidèle à l'original n'est pas prévue ; l'objectif est de créer des tours de château d'environ 50 m de haut. Les investisseurs danois Axel W. Lodberg et Steffen Flensborg souhaitent investir jusqu'à 300 millions d'euros dans le sud de Sassnitz. Ces plans échouent également.
En 2018, la société immobilière Dolphin Capital acquiert le château de Dwasieden pour 18 millions d'euros grâce à des fonds d'investisseurs étrangers et l'utilise comme propriété collatérale. En juillet 2020, l'entreprise dépose son bilan, après quoi sa direction est placée dans le collimateur du parquet de Hanovre, soupçonnée de retard de faillite et de fraude à l'investissement. Dolphin fit inscrire des charges foncières de 117 millions d'euros au cadastre de Dwasieden. En avril 2021, l'administrateur de l'insolvabilité ordonne la commercialisation des biens immobiliers, dont le château de Dwasieden. Selon l'administrateur de l'insolvabilité, la propriété est vendue à un acheteur du secteur immobilier en juillet 2022.

## Source, notes et références
- (de) Cet article est partiellement ou en totalité issu de l’article de Wikipédia en allemand intitulé « Schloss Dwasieden » (voir la liste des auteurs).

1. ↑  (de) « Insolvenzverwalter findet Investor: Schloss Dwasieden auf Rügen verkauft », sur Ostsee-Zeitung, 2022 (consulté le 11 octobre 2023)
2. ↑  E. Dolet, « L'Île de Rügen », Revue française et Exploration, vol. 14, no 2,‎ 1891, p. 325 (lire en ligne)
3. ↑  « Nouvelles politiques », Le Messin, vol. 13, no 135,‎ 13 juin 1895, p. 1 (lire en ligne)
4. ↑  Louis Brette, « C'est à Sassnitz, au départ du ferry-boat pour Tralleborg que Berlin a saisi l'envoi italien », Excelsior, vol. 31, no 10517,‎ 10 janvier 1940, p. 3 (lire en ligne)
5. 1 2  (de) Sven Hadon, « Dornröschen-Schloss auf Rügen verkauft », sur Bild, 2022 (consulté le 11 octobre 2023)